# شایلو (ایلینوی)
شایلو (به انگلیسی: Shiloh) یک روستا در ایالات متحده آمریکا است که در ایلینوی واقع شده‌است. شایلو ۲۸٫۵۸ کیلومتر مربع مساحت و ۱۲٬۶۵۱ نفر جمعیت دارد.